# Capitani di ventura (film)
Capitani di ventura è un film del 1961 diretto da Angelo Dorigo.

## Trama
La Santa Sede incarica il Principe Giuliani di ritirare dal conte Romualdi di Ancona un tesoro che gli è stato affidato dal Primate della Chiesa d'Oriente. Il convoglio del Principe, diretto a ritirare un tesoro, in un valico montano è assalito da una banda di mercenari slavi del capitano Hans. Nell'assalto tutta la scorta del Principe Giuliani viene uccisa e lui catturato. A seguito della cattura del principe, Il Conte Fulcino entra in possesso delle lettere credenziali del Papa per ritirare il tesoro. Il Conte Romualdi, scoperto l'inganno, ordina a Brunello Montenotte di liberare Giuliani per mettere in salvo il tesoro destinato al Pontefice.